# Elitserien i schack
Elitserien i schack är den högsta serien i schackets nationella seriesystem för klubblag, allsvenska serien, och därmed Sveriges högsta nationella lagtävlingsserie i schack. I elitserien möts tio 8-mannalag där vinnaren blir svensk lagmästare och kvalificerar sig för spel i Europa medan de två sista flyttas ned till Superettan, den näst högsta serien. Endast ett lag från kvalificerade klubbar får spela i elitserien. Elitserien spelas i nio ronder, varav tre spelas i ett sammandrag på hösten och tre i slutsammandraget på våren. En säsong varar ett kalendariskt år, från hösten till våren.
Till skillnad från övriga divisioner i allsvenska serien, som är indelade geografiskt, är elitserien och superettan rikstäckande.

## Svenska lagmästare
- 2025 - SK Rockaden (Stockholm)
- 2024 - SK Rockaden (Stockholm)
- 2023 - SK Rockaden (Stockholm)
- 2022 - Stockholms SS
- 2021 - SK Rockaden (Stockholm)
- 2020 - Stockholms SS
- 2019 - Lunds ASK
- 2018 - Malmö AS[3][4]
- 2017 - SK Team Viking
- 2016 - SK Rockaden (Stockholm)
- 2015 - Team Viking (Sollentuna SK och SK Team Viking)
- 2014 - SK Rockaden (Stockholm)
- 2013 - Limhamn SK (Malmö)
- 2012 - Team Viking (Sollentuna SK och SK Team Viking)
- 2011 - Lunds ASK
- 2010 - Team Viking (Sollentuna SK och Täby SK)
- 2009 - SK Rockaden (Stockholm)
- 2008 - SK Rockaden (Stockholm)
- 2007 - Sollentuna SK
- 2006 - Sollentuna SK
- 2005 - SK Rockaden (Stockholm)
- 2004 - SK Rockaden (Stockholm)
- 2003 - Sollentuna SK
- 2002 - Sollentuna SK
- 2001 - SK Rockaden (Stockholm)
- 2000 - Sollentuna SK
- 1999 - Sollentuna SK
- 1998 - SK Rockaden (Stockholm)
- 1997 - SK Rockaden (Stockholm)
- 1996 - SK Rockaden (Stockholm)
- 1995 - SK Rockaden (Stockholm)
- 1994 - SK Rockaden (Stockholm)
- 1993 - SK Rockaden (Stockholm)
- 1992 - SK Rockaden (Stockholm)
- 1991 - Wasa SK (Stockholm)
- 1990 - Wasa SK (Stockholm)
- 1989 - Wasa SK (Stockholm)
- 1988 - Wasa SK (Stockholm)
- 1987 - Wasa SK (Stockholm)
- 1986 - SK Rockaden (Stockholm)
- 1985 - SK Rockaden (Stockholm)
- 1984 - SK Rockaden (Stockholm)
- 1983 - Limhamn SK (Malmö)
- 1982 - SK Rockaden (Stockholm)
- 1981 - SK Kamraterna (Göteborg)
- 1980 - SK Rockaden (Stockholm)
- 1979 - Solna SS
- 1978 - Lunds ASK
- 1977 - Lunds ASK
- 1976 - Lunds ASK
- 1975 - Solna SS
- 1974 - Wasa SK (Stockholm)
- 1973 - Upsala allmänna schacksällskap
- 1972 - Lunds ASK
- 1971 - Stockholm Södra SS
- 1970 - Lunds ASK
- 1969 - Wasa SK (Stockholm)
- 1968 - Wasa SK (Stockholm)
- 1967 - Lunds ASK
- 1966 - Lunds ASK
- 1965 - Lunds ASK
- 1964 - Östergötland SF
- 1963 - Wasa SK (Stockholm)
- 1962 - Stockholm SF
- 1961 - Stockholm SF
- 1960 - Stockholm SF
- 1959 - SK Rockaden (Stockholm)
- 1958 - SK Rockaden (Stockholm)
- 1957 - SK Rockaden (Stockholm)
- 1956 - Wasa SK (Stockholm)
- 1955 - Stockholm Södra SS
- 1954 - SK Kamraterna (Göteborg)
- 1953 - Stockholm Södra SS
- 1952 - Wasa SK (Stockholm)
- 1951 - Dalarna SF